# Joachim Kreyer
Joachim Kreyer (* 1956 in Bendeleben) ist ein deutscher Politiker (CDU) und war von 1990 bis 2018 Bürgermeister der Stadt Sondershausen.

## Leben
Kreyer absolvierte eine Lehre im Kaliwerk Sondershausen. Nachdem er den Grundwehrdienst in der Nationalen Volksarmee leistete, studierte er in Köthen und schloss sein Studium als Diplom-Ingenieur ab. Von 1981 bis 1990 war Kreyer in der Kaliforschung tätig. Im Jahr 1994 machte er einen Abschluss als Verwaltungsfachwirt.
Im Juni 1990 wurde Kreyer, seit 1986 Mitglied der Ost-CDU, vom Sondershäuser Stadtrat zum Bürgermeister gewählt. Zuletzt wurde er am 22. April 2012 im Amt bestätigt. Bei den Kommunalwahlen in Thüringen 2018 trat er nicht mehr an. Sein Nachfolger wurde der Parteilose Steffen Grimm. 
Kreyer ist verheiratet und hat drei Kinder.